# Liphistius tempurung
Espèce
Liphistius tempurung est une espèce d'araignées mésothèles de la famille des Liphistiidae.

## Distribution
Cette espèce est endémique du Perak en Malaisie péninsulaire,.

## Description
La femelle holotype mesure 14,0 mm.
Le mâle décrit par Schwendinger en 2017 mesure 14,55 mm.

## Étymologie
Son nom d'espèce lui a été donné en référence au lieu de sa découverte, Gua Tempurung.

## Publication originale
- Platnick, Schwendinger & Steiner, 1997 : Three new species of the spider genus Liphistius (Araneae, Mesothelae) from Malaysia. American Museum Novitates, no 3209, p. 1-13 (texte intégral).